# 奥冬夜蛾属
奥冬夜蛾属（学名：Orbona）是夜蛾科下的一个属。

## 下属物种
本属包括以下物种：
- Orbona fragariae Vieweg, 1790[2]